# 河西街道 (扎兰屯市)
河西街道，是中华人民共和国内蒙古自治区呼伦贝尔市扎兰屯市下辖的一个乡镇级行政单位。

## 行政区划
河西街道下辖以下地区：
振兴社区、南市社区和回民村。